# Debbie Bowman
Deborah „Debbie“ Ann Bowman, nach Heirat Deborah Ann Bowman-Sullivan, (* 4. Juli 1963 in Southport) ist eine ehemalige australische Hockeyspielerin, die mit der Australischen Hockeynationalmannschaft 1988 Olympiasiegerin war.

## Sportliche Karriere
Debbie Bowman begann im Alter von sieben Jahren mit dem Hockeyport. 1976 fiel sie bei den Meisterschaften des Bundesstaates Queensland auf und wurde in die Juniorenauswahl ihres Bundesstaats berufen. Bis 1980 war sie Auswahlspielerin bei den Junioren, danach spielte sie in der Auswahl der Erwachsenenklasse. Nach ihrer Graduierung ging sie 1985 ans Australian Institute of Sport. Im gleichen Jahr debütierte sie in der Nationalmannschaft.
Bei der Weltmeisterschaft 1986 in Amstelveen belegten die Australierinnen in der Vorrunde den dritten Platz in ihrer Gruppe, in den Platzierungsspielen erreichten sie den sechsten Platz. Bowman wirkte in allen sieben Spielen mit und erzielte in der Partie gegen Schottland zwei Tore. 1988 war sie Kapitänin der australischen Mannschaft bei den Olympischen Spielen 1988 in Seoul. Die Australierinnen belegten in der Vorrunde mit einem Sieg und zwei Unentschieden den zweiten Platz in ihrer Gruppe hinter den   Südkoreanerinnen. Im ersten Spiel gegen die Kanadierinnen hatte Bowman in der 50. Minute den Ausgleich zum 1:1-Endstand erzielt. Nach einem 3:2 im Halbfinale gegen die Niederländerinnen trafen die Australierinnen im Finale wieder auf die Südkoreanerinnen. Im Finale erzielte Bowman in der 41. Minute den Führungstreffer, das Tor zum 2:0-Endstand steuerte Lee Capes bei. Der Sieg der Australierinnen war der erste Olympiasieg in einer Mannschaftssportart für ein australisches Team überhaupt.
Nach einigen Verletzungen kehrte Debbie Bowman unter ihrem Ehenamen Sullivan zurück in die Nationalmannschaft und spielte bei den Olympischen Spielen 1992 in Barcelona. Die Australierinnen belegten in der Vorrunde den dritten Platz hinter den Deutschen und den Spanierinnen und verpassten damit den Halbfinaleinzug. Mit Siegen über die Neuseeländerinnen und die Niederländerinnen sicherten sich die Australierinnen den fünften Platz.
Nach ihrer aktiven Karriere arbeitete Debbie Bowman-Sullivan als Trainerin in Queensland.